# Mediaset 2
Mediaset 2 — второй мультиплекс наземного цифрового телерадиовещания Италии, созданный акционерным обществом Elettronica Industriale из медиагруппы Mediaset. Вещает на 46-й метровой частоте V поддиапазона UHF на Сардинии и на 34-й дециметровой частоте IV поддиапазона VHF по всей Италии. В его диапазоне работают 764 передатчика.

## Телеканалы
Все телеканалы в данном мультиплексе бесплатные.
| Номер канала | Название       | Примечания |
| ------------ | -------------- | ---------- |
| 20           | 20 Mediaset    | FTA        |
| 32           | QVC            | FTA        |
| 33           | Food Network   | FTA        |
| 34 534       | Mediaset Extra | FTA        |
| 35 535       | Focus          | FTA        |
| 39 539       | Top Crime      | FTA        |
| 40           | Boing          | FTA        |
| 46           | Cartoonito     | FTA        |